# Чемпіонат ФРН з футболу 1969—1970: Бундесліга
Сезон Бундесліги 1969–1970 був сьомим сезоном в історії Бундесліги, найвищого дивізіону футбольної першості ФРН. Він розпочався 16 серпня 1969 і завершився 7 червня 1970 року. Діючим чемпіоном країни була «Баварія» (Мюнхен), яка не змогла захистити чемпіонський титул, поступившись чотирма очками менхенгладбаській «Боруссії», яка й стала, уперше у своїй історії, чемпіоном ФРН.

## Формат змагання
Кожна команда грала з кожним із суперників по дві гри, одній вдома і одній у гостях. Команди отримували по два турнірні очки за кожну перемогу і по одному очку за нічию. Якщо дві або більше команд мали однакову кількість очок, розподіл місць між ними відбувався за різницею голів, а за їх рівності — за кількістю забитих голів. Команда з найбільшою кількістю очок ставала чемпіоном, а дві найгірші команди вибували до Регіоналліги.

## Зміна учасників у порівнянні з сезоном 1968–69
«Нюрнберг» і «Кікерс» (Оффенбах) за результатами попереднього сезону вибули до Регіоналліги, фінішувавши на двох останніх місцях турнірної таблиці попереднього сезону. На їх місце до вищого дивізіону підвищилися «Рот-Вайс» (Ессен) і «Рот-Вайс» (Обергаузен), що виграли свої групи плей-оф.

## Команди-учасниці
| Клуб                            | Стадіон               | Вміщує  |
| ------------------------------- | --------------------- | ------- |
| «Алеманія» (Аахен)              | Альтер Тіволі         | 30,000  |
| «Герта» (Берлін)                | Олімпіаштадіон        | 100,000 |
| «Айнтрахт» (Брауншвейг)         | Айнтрахтштадіон       | 38,000  |
| «Вердер»                        | Везерштадіон          | 32,000  |
| «Боруссія» (Дортмунд)           | Роте Ерде             | 30,000  |
| «Дуйсбург»                      | Ведауштадіон          | 38,500  |
| «Рот-Вайс» (Ессен)              | Георг-Мельхес-Штадіон | 40,000  |
| «Айнтрахт» (Франкфурт-на-Майні) | Вальдштадіон          | 87,000  |
| «Гамбург»                       | Фолькспаркштадіон     | 80,000  |
| «Ганновер 96»                   | АВД-Арена             | 86,000  |
| «Кайзерслаутерн»                | Бетценберг            | 42,000  |
| «Кельн»                         | Рейн Енергі Штадіон   | 76,000  |
| «Боруссія» (Менхенгладбах)      | Бекельбергштадіон     | 34,500  |
| «Мюнхен 1860»                   | Грюнвальдер           | 44,300  |
| «Баварія» (Мюнхен)              | Грюнвальдер           | 44,300  |
| «Рот-Вайс» (Обергаузен)         | Нідеррайнштадіон      | 30,000  |
| «Шальке 04»                     | Глюкауф-Кампфбан      | 35,000  |
| «Штутгарт»                      | Мерседес-Бенц Арена   | 53,000  |

## Турнірна таблиця
| Поз | Команда                         | І  | В  | Н  | П  | ГЗ | ГП | РГ  | О  | Кваліфікація або пониження             |
| --- | ------------------------------- | -- | -- | -- | -- | -- | -- | --- | -- | -------------------------------------- |
| 1   | «Боруссія» (Менхенгладбах) (C)  | 34 | 23 | 5  | 6  | 71 | 29 | +42 | 51 | Перший раунд Кубка чемпіонів 1970—1971 |
| 2   | «Баварія» (Мюнхен)              | 34 | 21 | 5  | 8  | 88 | 37 | +51 | 47 | Перший раунд Кубка ярмарків 1970—1971  |
| 3   | «Герта» (Берлін)                | 34 | 20 | 5  | 9  | 67 | 41 | +26 | 45 | Перший раунд Кубка ярмарків 1970—1971  |
| 4   | «Кельн»                         | 34 | 20 | 3  | 11 | 83 | 38 | +45 | 43 | Перший раунд Кубка ярмарків 1970—1971  |
| 5   | «Боруссія» (Дортмунд)           | 34 | 14 | 8  | 12 | 60 | 67 | −7  | 36 |                                        |
| 6   | «Гамбург»                       | 34 | 12 | 11 | 11 | 57 | 54 | +3  | 35 | Перший раунд Кубка ярмарків 1970—1971  |
| 7   | «Штутгарт»                      | 34 | 14 | 7  | 13 | 59 | 62 | −3  | 35 |                                        |
| 8   | «Айнтрахт» (Франкфурт-на-Майні) | 34 | 12 | 10 | 12 | 54 | 54 | 0   | 34 |                                        |
| 9   | «Шальке 04»                     | 34 | 11 | 12 | 11 | 43 | 54 | −11 | 34 |                                        |
| 10  | «Кайзерслаутерн»                | 34 | 10 | 12 | 12 | 44 | 55 | −11 | 32 |                                        |
| 11  | «Вердер»                        | 34 | 10 | 11 | 13 | 38 | 47 | −9  | 31 |                                        |
| 12  | «Рот-Вайс» (Ессен)              | 34 | 8  | 15 | 11 | 41 | 54 | −13 | 31 |                                        |
| 13  | «Ганновер 96»                   | 34 | 11 | 8  | 15 | 49 | 61 | −12 | 30 |                                        |
| 14  | «Рот-Вайс» (Обергаузен)         | 34 | 11 | 7  | 16 | 50 | 62 | −12 | 29 |                                        |
| 15  | «Дуйсбург»                      | 34 | 9  | 11 | 14 | 35 | 48 | −13 | 29 |                                        |
| 16  | «Айнтрахт» (Брауншвейг)         | 34 | 9  | 10 | 15 | 40 | 49 | −9  | 28 |                                        |
| 17  | «Мюнхен 1860» (R)               | 34 | 9  | 7  | 18 | 41 | 56 | −15 | 25 | Пониження у класі до Регіоналліги      |
| 18  | «Алеманія» (Аахен) (R)          | 34 | 5  | 7  | 22 | 31 | 83 | −52 | 17 | Пониження у класі до Регіоналліги      |

## Результати
| Команда                         | ААХ | ГЕР | АЙБ | ВЕР | БРД | ДУЙ | РВЕ | АЙФ | ГАМ | ГАН | КАЙ | КЕЛ | БРМ | М60 | БАВ | РВО | Ш04 | ШТТ |
| ------------------------------- | --- | --- | --- | --- | --- | --- | --- | --- | --- | --- | --- | --- | --- | --- | --- | --- | --- | --- |
| «Алеманія» (Аахен)              | —   | 2–4 | 1–1 | 0–0 | 3–1 | 3–2 | 0–0 | 2–1 | 0–2 | 1–1 | 1–1 | 1–3 | 0–3 | 0–0 | 1–3 | 2–0 | 1–2 | 4–2 |
| «Герта» (Берлін)                | 2–1 | —   | 2–0 | 4–1 | 9–1 | 1–0 | 4–0 | 2–0 | 1–0 | 1–1 | 3–0 | 1–0 | 1–1 | 4–2 | 0–4 | 1–0 | 3–0 | 3–1 |
| «Айнтрахт» (Брауншвейг)         | 3–0 | 1–2 | —   | 1–2 | 1–1 | 2–1 | 0–0 | 3–1 | 3–0 | 1–1 | 1–0 | 1–2 | 0–1 | 2–2 | 0–4 | 0–4 | 3–0 | 1–0 |
| «Вердер»                        | 4–1 | 1–0 | 0–1 | —   | 1–3 | 0–0 | 2–1 | 3–2 | 1–1 | 1–0 | 3–2 | 2–1 | 0–0 | 1–1 | 1–0 | 1–1 | 0–1 | 1–1 |
| «Боруссія» (Дортмунд)           | 3–1 | 0–0 | 2–2 | 2–1 | —   | 3–1 | 4–1 | 2–1 | 2–1 | 2–1 | 5–1 | 1–0 | 2–1 | 3–1 | 1–3 | 3–2 | 1–1 | 0–0 |
| «Дуйсбург»                      | 2–1 | 1–3 | 1–0 | 1–1 | 0–1 | —   | 0–1 | 1–1 | 0–0 | 1–0 | 0–0 | 1–1 | 0–1 | 2–1 | 4–2 | 2–1 | 2–0 | 1–1 |
| «Рот-Вайс» (Ессен)              | 2–0 | 5–2 | 1–1 | 3–2 | 3–3 | 0–0 | —   | 1–1 | 2–2 | 1–0 | 1–1 | 0–0 | 1–0 | 3–0 | 1–1 | 1–0 | 1–1 | 3–3 |
| «Айнтрахт» (Франкфурт-на-Майні) | 6–2 | 1–1 | 0–0 | 2–1 | 2–0 | 0–1 | 2–1 | —   | 2–2 | 3–3 | 2–1 | 0–0 | 1–2 | 4–3 | 2–1 | 5–1 | 2–1 | 4–0 |
| «Гамбург»                       | 4–1 | 1–0 | 3–3 | 2–2 | 4–3 | 4–1 | 1–0 | 5–1 | —   | 2–0 | 2–1 | 2–5 | 1–3 | 0–1 | 1–3 | 2–1 | 1–1 | 1–3 |
| «Ганновер 96»                   | 5–0 | 2–1 | 0–2 | 3–2 | 4–2 | 0–0 | 3–0 | 1–1 | 1–1 | —   | 4–2 | 3–4 | 1–0 | 3–1 | 0–1 | 2–1 | 3–1 | 2–0 |
| «Кайзерслаутерн»                | 3–1 | 1–0 | 2–0 | 1–0 | 2–2 | 0–2 | 0–0 | 2–0 | 1–1 | 5–2 | —   | 3–2 | 1–4 | 3–2 | 0–0 | 0–0 | 1–1 | 3–2 |
| «Кельн»                         | 3–0 | 5–1 | 3–2 | 3–0 | 5–2 | 6–2 | 5–2 | 1–2 | 3–0 | 5–0 | 6–1 | —   | 0–1 | 2–1 | 0–2 | 0–1 | 8–0 | 3–1 |
| «Боруссія» (Менхенгладбах)      | 5–1 | 1–1 | 1–0 | 1–0 | 4–2 | 4–1 | 2–1 | 1–2 | 4–3 | 5–0 | 1–1 | 2–0 | —   | 3–1 | 2–1 | 6–1 | 2–0 | 3–0 |
| «Мюнхен 1860»                   | 0–0 | 2–0 | 1–0 | 0–1 | 3–0 | 2–2 | 0–0 | 1–1 | 0–2 | 3–0 | 0–1 | 1–0 | 0–3 | —   | 2–1 | 4–1 | 0–2 | 4–1 |
| «Баварія» (Мюнхен)              | 6–0 | 1–2 | 5–1 | 4–1 | 3–0 | 2–0 | 4–0 | 2–1 | 2–1 | 7–2 | 1–1 | 1–2 | 1–0 | 2–0 | —   | 6–2 | 6–0 | 1–2 |
| «Рот-Вайс» (Обергаузен)         | 1–0 | 3–1 | 2–1 | 3–1 | 2–1 | 2–0 | 1–1 | 3–1 | 1–3 | 0–0 | 0–0 | 0–2 | 3–4 | 3–0 | 3–3 | —   | 0–3 | 3–0 |
| «Шальке 04»                     | 3–0 | 1–3 | 1–1 | 0–0 | 1–1 | 0–0 | 5–3 | 0–0 | 1–1 | 2–0 | 4–2 | 1–0 | 2–0 | 3–1 | 2–2 | 2–2 | —   | 1–2 |
| «Штутгарт»                      | 5–0 | 1–4 | 3–2 | 1–1 | 2–1 | 4–3 | 4–1 | 4–0 | 1–1 | 2–1 | 2–1 | 0–3 | 0–0 | 3–1 | 2–3 | 4–2 | 2–0 | —   |

## Найкращі бомбардири
38 голів
- Герд Мюллер («Баварія» (Мюнхен))

20 голів
- Вернер Вайст («Боруссія» (Дортмунд))

19 голів
- Клаус Фішер («Мюнхен 1860»)
- Герберт Лаумен («Боруссія» (Менхенгладбах))
- Ганнес Лер («Кельн»)

17 голів
- Уве Зеелер («Гамбург»)

16 голів
- Бернд Рупп («Кельн»)

15 голів
- Франц Брунгс («Герта» (Берлін))
- Гуго Даусманн («Рот-Вайс» (Обергаузен))

13 голів
- Вольфганг Гаєр («Герта» (Берлін))
- Лоренц Горр («Герта» (Берлін))

## Склад чемпіонів
| Borussia Mönchengladbach |
| --- |
| Воротарі: Вольфганг Клефф (34); Фолькер Даннер (1). Захисники: Берті Фогтс (34 / 5); Клаус-Дітер Зілофф (33 / 3); Людвіг Мюллер (33 / 1); Гартвіг Бляйдік (28 / 2); Герд Ціммерманн (6); Ервін Спіннлер (2). Півзахисники: Петер Дітріх (33 / 5); Гюнтер Нетцер (29 / 6); Вінфрід Шефер (26 / 2). Нападники: Герберт Лаумен (34 / 19); Горст Кеппель (34 / 9); Герберт Віммер (30 / 6); Ульрік ле Февр (29 / 8); Вернер Кайзер (10 / 4); Петер Краке (2); Петер Маєр (1). (кількість ігор і голів наведені у дужках) Головний тренер: Геннес Вайсвайлер. Був у заявці, але не взяв участі у жодній грі чемпіонату: Гайнц Кох; Гайнц Віттманн. |